# Mockument
Mockument (anglicky mockumentary) či pseudodokument je takové ztvárnění filmu, které zobrazuje smyšlené události a prezentuje je jako skutečné, a to formou dokumentárního filmu. Slovo mockumentary vychází z anglických slov mock (falešný) a documentary (dokumentární).
K jedním z prvních předchůdců mockumentu patřila reportáž o „špagetovníku“, nazvaná „Swiss Spaghetti Harvest“, která se objevila jako aprílový žert v pořadu Panorama britské televize BBC v roce 1957.
Termín mockument pochází ze 60. let 20. století, kdy jej v rozhovorech používal a zpopularizoval Rob Reiner při popisu svého filmu Hraje skupina Spinal Tap (This Is Spinal Tap).
K zástupcům českých hudebních mockumentů patří filmy skupin Visací zámek Visací zámek 1982 – 2007, Mňága a Žďorp Mňága – Happy End a Malignant Tumour The Way of Metallist.